# Ali Zajdan

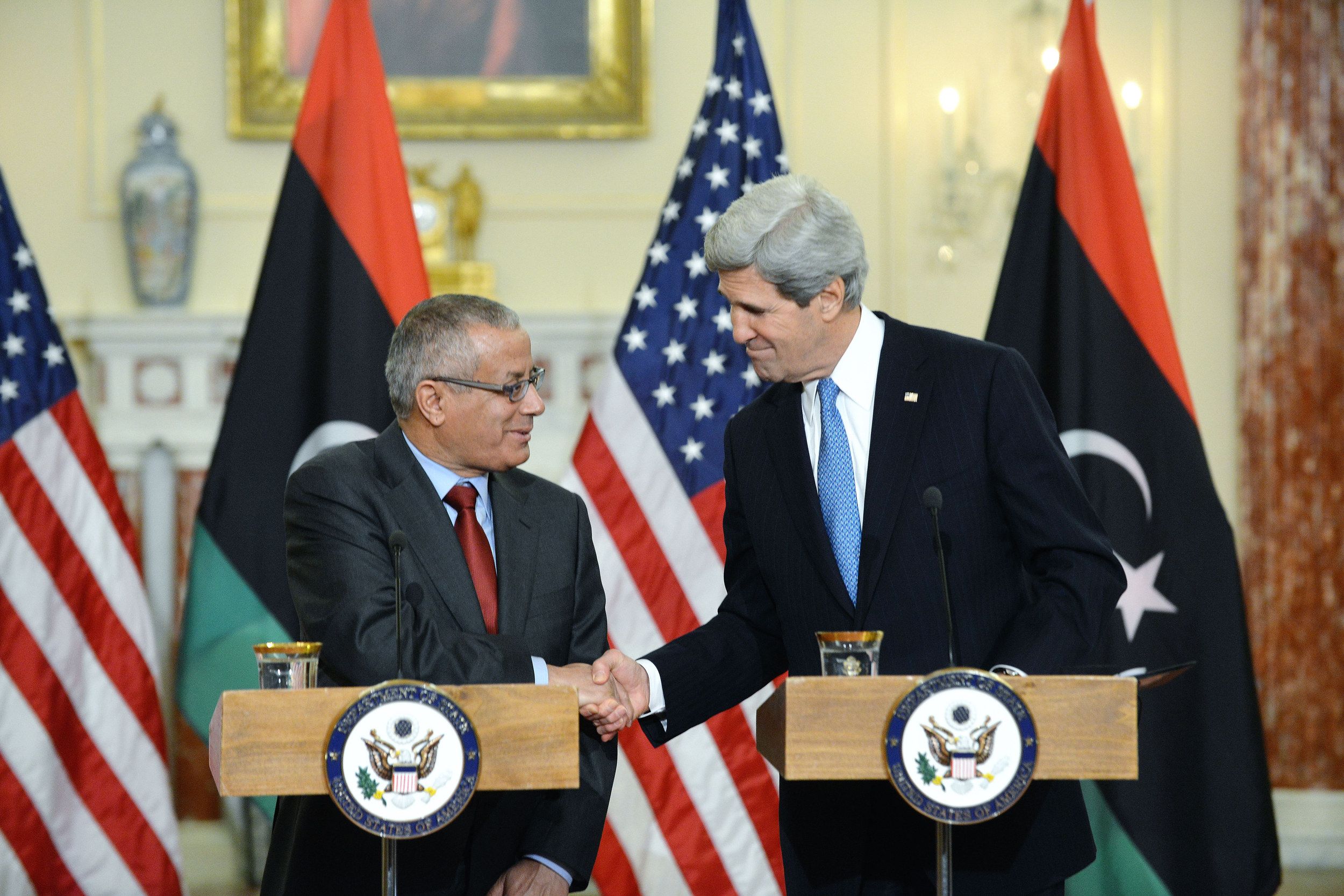
Ali Zajdan i John Kerry. (2013)

Ali Zajdan (ur. 15 grudnia 1950 w Waddanie) – libijski polityk i dyplomata, premier Libii od 14 listopada 2012 do 11 marca 2014.

## Życiorys
Ali Zajdan urodził się w 1950. W czasie rządów pułkownika Mu’ammara al-Kaddafiego pracował jako dyplomata. Pod koniec lat 70. był urzędnikiem w libijskiej ambasadzie w Indiach, przy boku ówczesnego ambasadora Muhammada Makarjafa. Razem z nim w 1980 opuścił obóz rządzący i przeszedł do opozycji. Wszedł w skład powołanego przez Makarjafa Narodowego Frontu Ocalenia Libii, zostając zagorzałym krytykiem reżimu Kaddafiego. Zamieszkał wówczas w Genewie.
Po wybuchu powstania przeciwko Kaddafiemu w 2011, związał się z powołaną przez opozycję Narodową Radą Tymczasową. Pełnił funkcję jej nieoficjalnego rzecznika w Europie, zabiegając o międzynarodowe poparcie. Był uważany za kluczowego negocjatora w rozmowach z francuskim prezydentem Nicolasem Sarkozym.
W lipcu 2012 został wybrany deputowanym do Powszechnego Kongresu Narodowego, startując jako kandydat niezależny. W sierpniu 2012 był kandydatem na urząd przewodniczącego izby. Przegrał jednak z Muhammadem Makarjafem, stosunkiem głosów 85 do 113. W październiku 2012 zrezygnował z mandatu parlamentarnego, by wziąć udział w wyborze na stanowisko premiera.
14 października 2012 został wybrany przez Powszechny Kongres Narodowy na stanowisko szefa rządu. W głosowaniu pokonał Mohammeda Al-Harariego, stosunkiem głosów 93 do 85. Jego kandydaturę poparł Sojusz Sił Narodowych oraz deputowani niezależni, podczas gdy jego rywala poparła powiązana z Bractwem Muzułmańskim Partia na rzecz Sprawiedliwości i Odbudowy. Nowy rząd powinien zostać powołany w ciągu dwóch tygodni. 30 października 2012 przedstawił skład gabinetu, jednakże głosowanie nad wyrażeniem mu wotum zaufania zostało przesunięte na dzień następny z powodu zakłócenia sesji parlamentu przez grupę protestujących, zarzucającym części kandydatom na ministrów powiązanie z reżimem pułkownika Kaddafiego. 31 października 2012 parlament zatwierdził skład rządu głosami 105 deputowanych spośród 132 głosujących w liczącym 200 członków parlamencie. Znalazło się w nim 27 ministrów (w tym dwie kobiety), reprezentujących wszystkie największe regiony geograficzne i siły polityczne w kraju. W jego skład weszli przedstawiciele Sojuszu Sił Narodowych, Partii na rzecz Sprawiedliwości i Odbudowy oraz nominaci niezależni. Jego gabinet został zaprzysiężony 14 listopada 2012.
W kwietniu 2013 rząd Zajdana zapowiedział przeprowadzenie wysiłków na rzecz usunięcia bojowników z ich bastionów na terenie stolicy Libii. Premier zapowiedział również, że być może zwróci się o pomoc zagraniczną w walce i rozbrajaniu zbrojnych grup, gdyż oprócz napływu radykalnych islamskich bojowników, był to najpoważniejszy problem w kraju po zakończeniu wojny domowej.
W nocy z 9 na 10 października 2013 został uprowadzony z hotelu w Trypolisie przez Komórkę Operacyjną Rewolucjonistów Libii, złożoną z byłych rebeliantów, jednak po kilku godzinach został zwolniony. Przyczyną tymczasowego aresztowania premiera z powodu stanowiska libijskich władz wobec akcji amerykańskich komandosów z 5 października 2013, podczas której pojmano Abu Anasa al-Libiego, lidera struktur powiązanych z Al-Kaidą w Libii. Zajdan oświadczył, że operacja nie wpłynie na stosunki bilateralne między krajami, mimo iż nie była konsultowana przez Waszyngton.
11 marca 2014 Powszechny Kongres Narodowy odwołał premiera Zajdana z piastowanego stanowiska. Bezpośrednią przyczyną było wymknięcie się spod kontroli tankowca załadowanego w porcie As-Sidr (kontrolowanego przez separatystów) ropą przeznaczoną dla Korei Północnej. Ponadto trwał kryzys polityczny, islamska partia Sprawiedliwość i Budowa, druga siła w parlamencie, wycofała już wcześniej z gabinetu Zajdana pięciu ministrów, a parlament domagał uchwalenia wotum nieufności dla rządu Zajdana. Za kadencji Zajdana nie udało się parlamentarzystom napisać nowej konstytucji, w kraju wybuchały walki plemienne oraz starcia między zwolennikami Kadafiego i siłami bezpieczeństwa a Cyrenajka ogłosiła powołanie autonomicznego rządu regionalnego i zajęła pola naftowe wraz z portami. Po uchwaleniu wotum nieufności, mimo zakazu opuszczania kraju, wyemigrował do Europy. Tymczasowym premierem został Abd Allah as-Sani.